# Dorymyrmex goeldii
Dorymyrmex goeldii är en myrart som beskrevs av Auguste-Henri Forel 1904. Dorymyrmex goeldii ingår i släktet Dorymyrmex och familjen myror.

## Underarter
Arten delas in i följande underarter:
- D. g. dubius
- D. g. fumigatus
- D. g. goeldii

## Bildgalleri

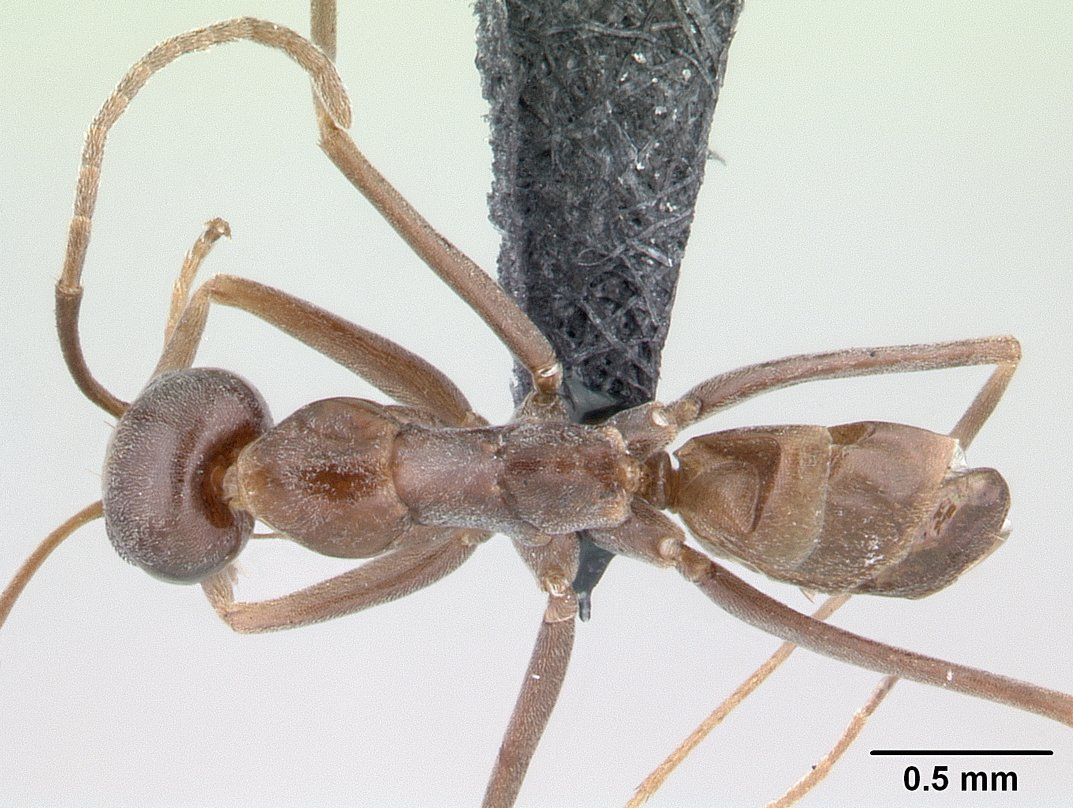
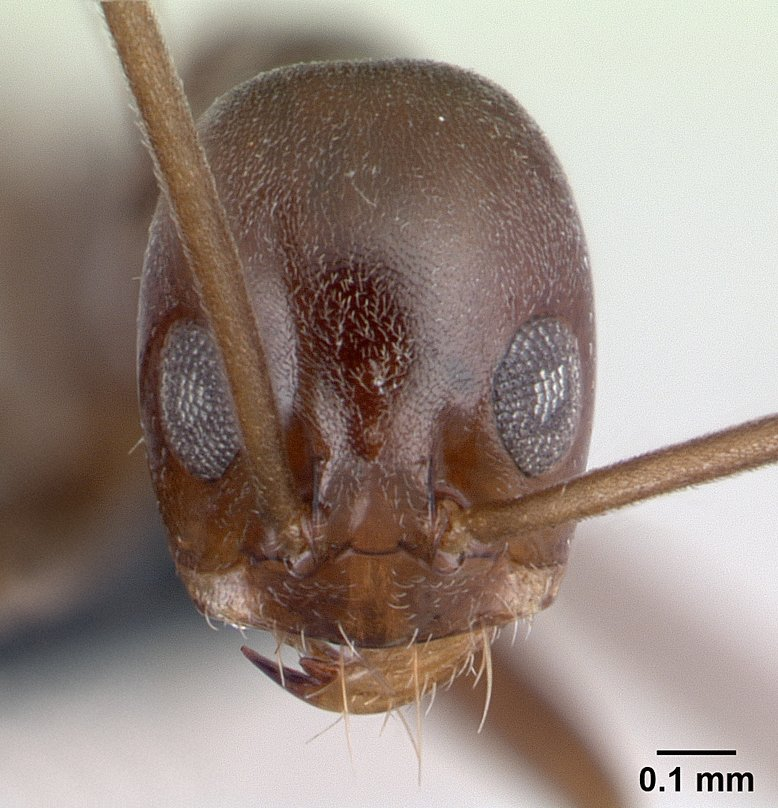
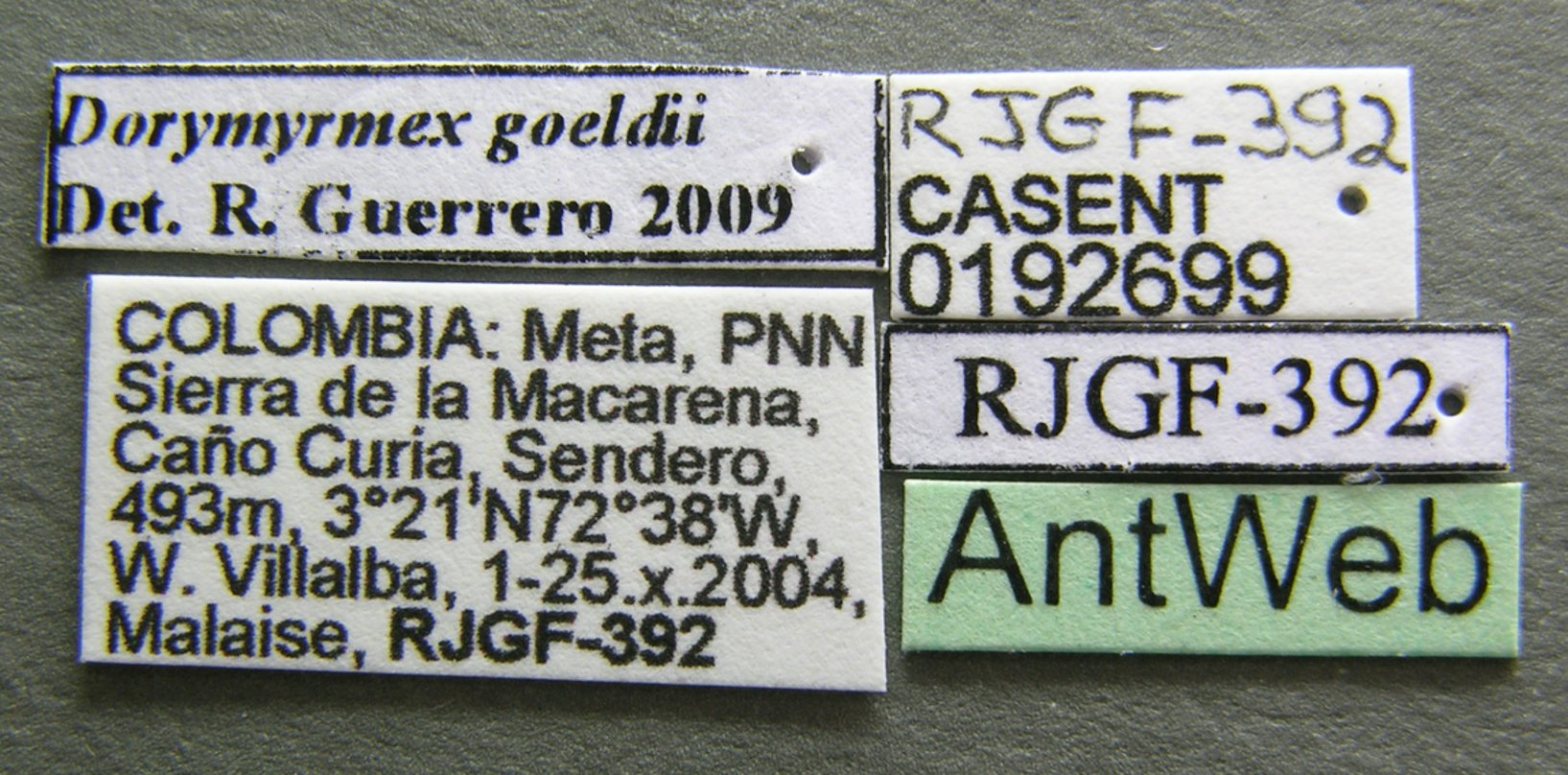
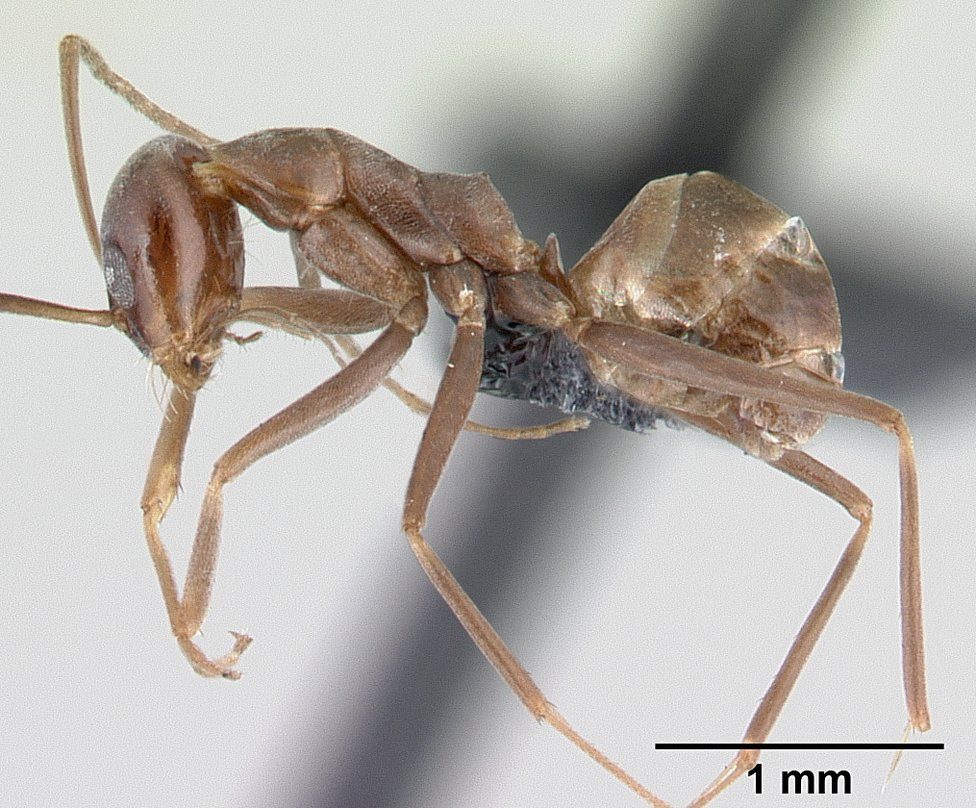
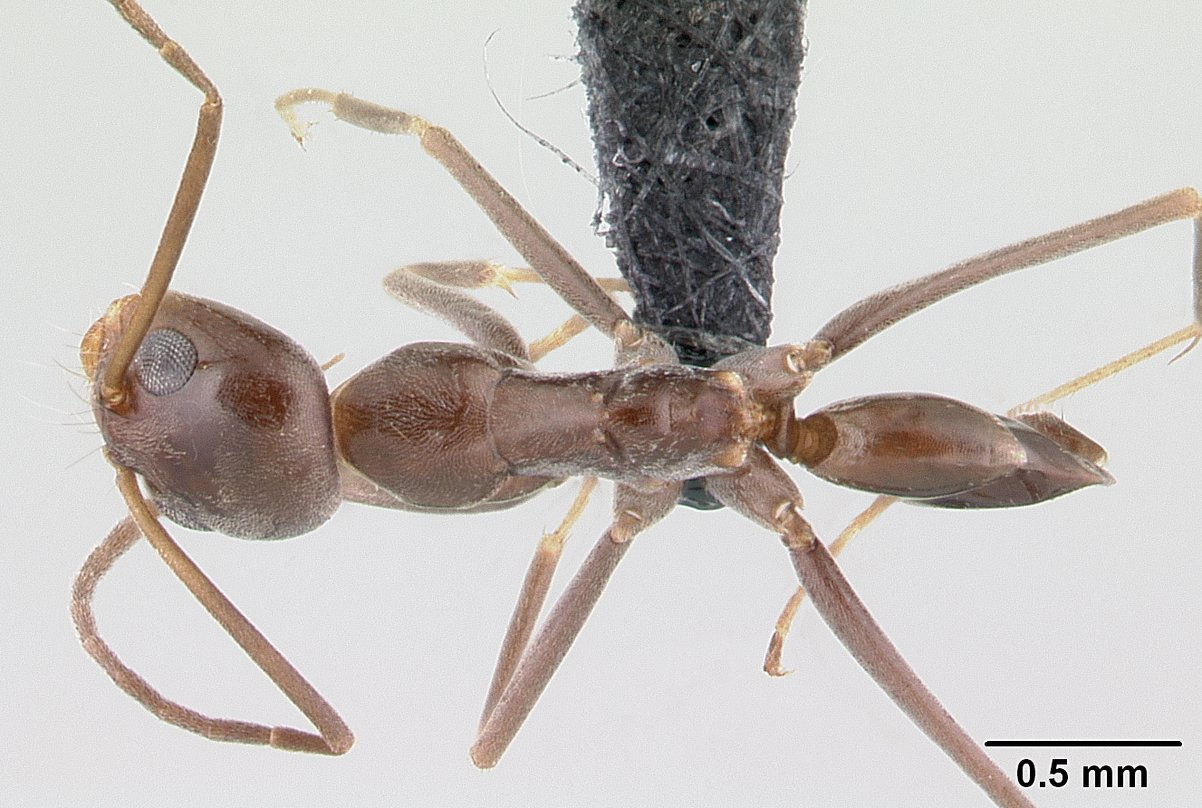
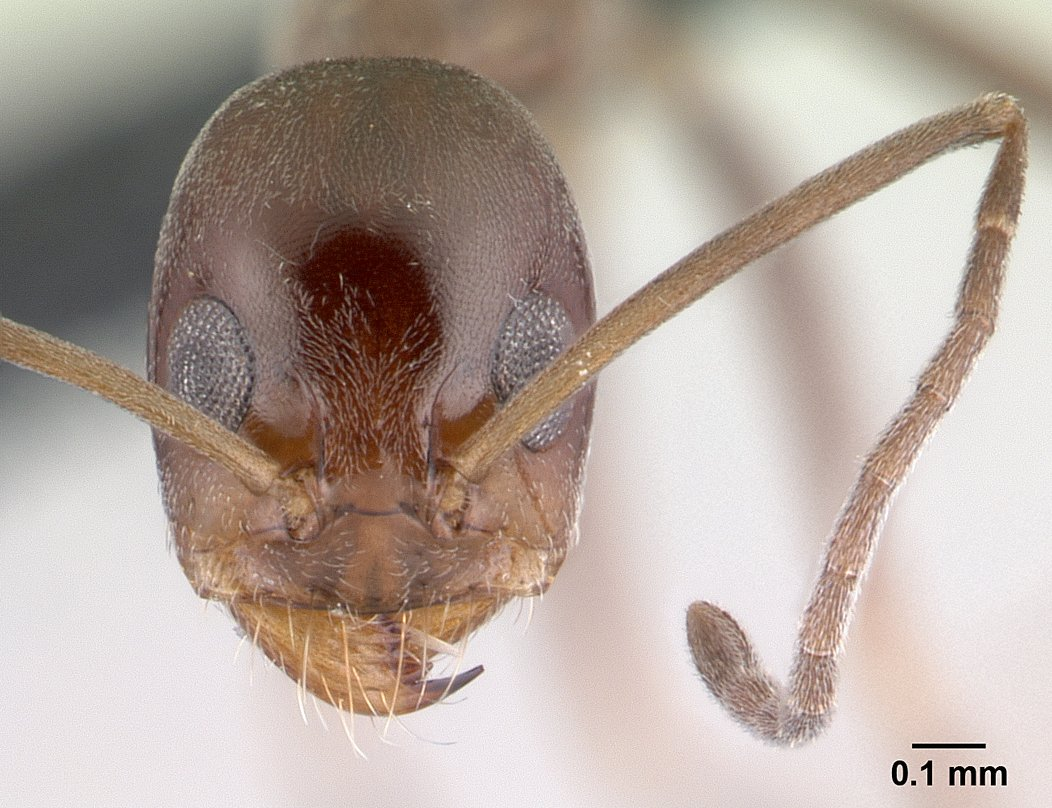